# 牛乳配達

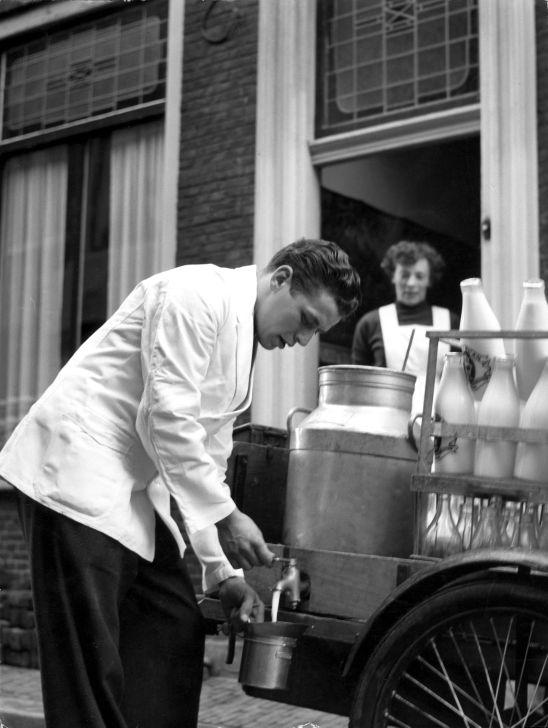
オランダの牛乳配達員（1956年）

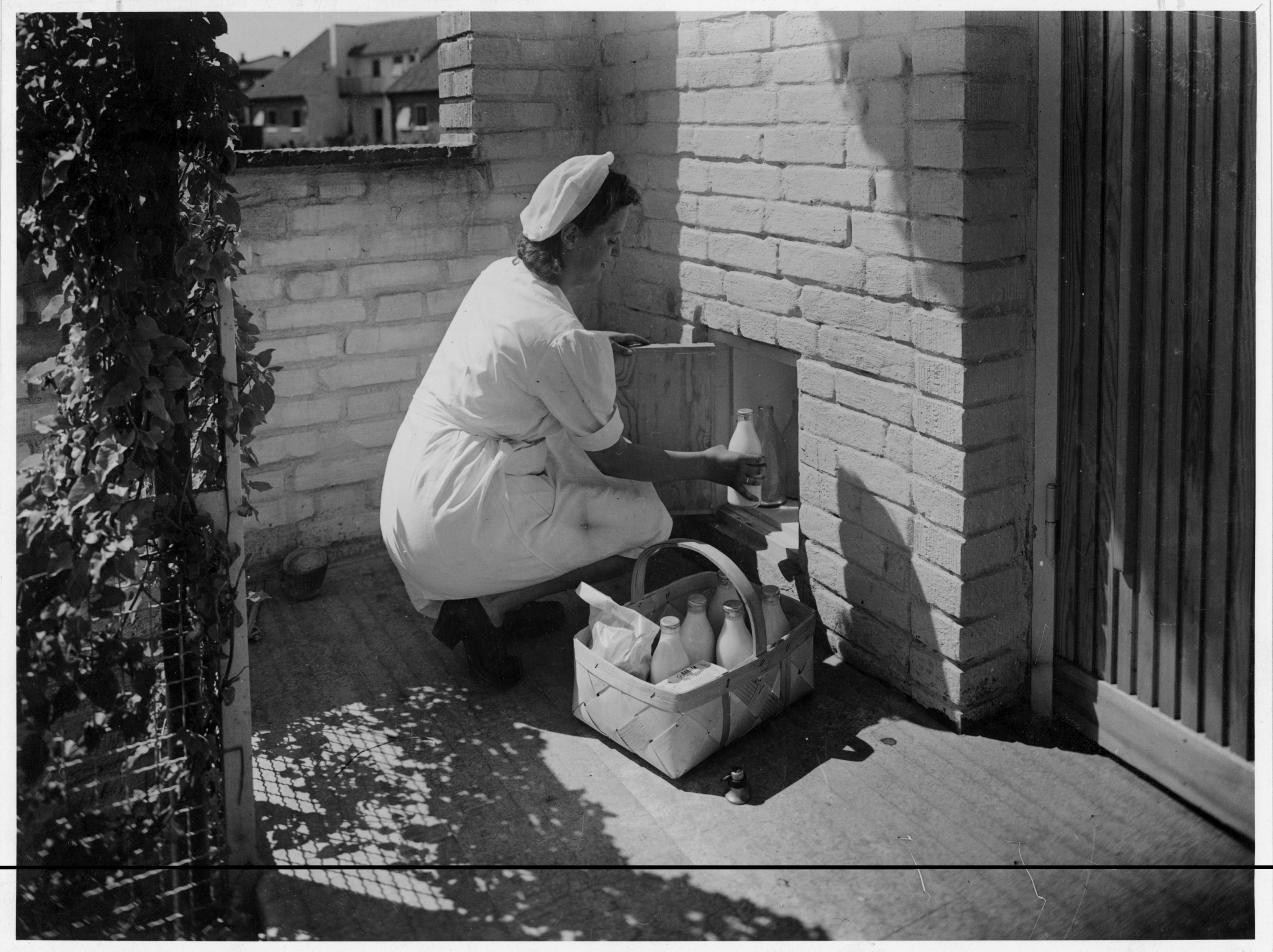
瓶牛乳を配達するスウェーデンの牛乳配達員

牛乳配達（ぎゅうにゅうはいたつ）とは、顧客に牛乳を定期的に配達する職業である。

## 概要

### 日本
黎明期においてはブリキ缶に入れた牛乳を朝夕2回、自転車や人力車を用いて得意先を訪問し、柄杓などで顧客の出した容器に量り売りをしていたが、衛生上の問題などから瓶牛乳が主流となった。その後、殺菌消毒および保冷技術の発達によって徐々に配達の頻度を減らしていき、現在では週に2~3回、自動車での配達が主流になっている。
明治のころは学業の傍ら苦学生が従事する姿も見られたが、牛乳の需要が増したことで学業の傍ら配達をすることは難しくなり、大正に入ると牛乳配達業を生業とする専業者がほとんどとなった。特別な技能が必要ないことから児童労働も行われており、1958年に名古屋で行われた調査では10販売店の労働者のうち約半数が15歳未満の児童であった。
現在は昼間の配達が多いこともあり、空いた時間を活用して配達する主婦が従事することが多い。

## 歴史

### 日本

#### ブリキ缶での配達
日本で牛乳が各家庭へ配達されるようになったのは明治時代の初頭である。当初は瓶牛乳ではなく大きなブリキ缶に入れた牛乳を持って朝夕2回、得意先を訪問する量り売りのスタイルであった。この量り売りの販売方法は衛生的な問題があったため東京では明治20年代頃から瓶詰に移り変わったが、地方ではそれ以降も量り売りの販売形態が続いており、岡山県の裕福な家庭で育った内田百閒は自身の随筆に明治30年頃の量り売りの牛乳配達の様子を記している。
余談であるが、明治期には店に来た客に牛乳とパンを提供する「牛乳店」も存在した。これは当時存在した新聞縦覧所と似たものであったが、牛乳を飲むことが目的であったため新聞縦覧所に比べて店内の体裁が整えられている代わりに新聞や雑誌は数種であった。新聞縦覧所から転業したものも多かったため牛乳と新聞の力の入れ具合は店によって異なった。これらの牛乳店は牛乳配達店を兼業とすることもあった。

#### 瓶牛乳への変化
ブリキ缶から瓶牛乳となったことで、顧客と毎回直接顔を合わせる必要がなくなったため、早朝の配達の際に家人を起こさないよう、玄関先などに設置された牛乳箱への配達が主流となった。
牛乳の殺菌や瓶詰などは個々の販売店が牧場から生乳を仕入れてきて自社内で行っていたが、徐々に小規模なミルクプラントは統合され大規模な施設へと変わっていった。1951年の法令改正によって牛乳工場の衛生管理基準が高められたことで中小ミルクプラントの統合は更に進むこととなった。

#### 近年
1970年代後半ごろからスーパーマーケットやコンビニエンスストアなどの量販店で安価な紙パック牛乳が販売されるようになると牛乳の配達数は減少した。しかし1990年代以降、宅配専用商品を開発するなどで落ち込んだ配達数は回復を見せた。牛乳販売店と同様に古くから戸別配達を行っている新聞業界では販売不振による新聞販売店の倒産が増えているが、牛乳販売店は現在も宅配専用商品などで一定の需要があるため、宅配最大手の明治では新設法人を増やす動きもみられる。